# 蓋德河

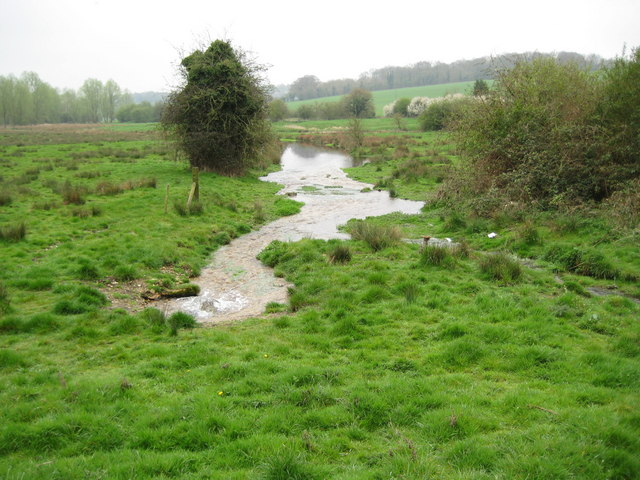
在加德斯登的蓋德河

蓋德河（Gade River）為英國泰晤士河水系的一條支流，縱貫赫特福郡全境，該河川沒有航運功能。

## 水文
蓋德河發源自位在白金漢郡狄樂能（Dagnall）奇爾特恩丘陵的白堊岩中，流經位在小城赫默爾亨普斯特德的村莊金斯蘭利，然後沿著沃特福德的西邊通過卡里奧伯里公園。在流經克諾斯萊後，於里克曼斯沃斯匯入科恩河。它的主要支流是布魯伯河，其於赫默爾亨普斯特德南方的吐瓦特斯（Two Waters）匯入蓋德河。
瓦特安德（Water End）、卡里奧伯里公園、吐瓦特斯（Two Waters）等地曾經在該河上建造水車，以獲取動力。克諾斯萊（Croxely）和阿普斯利（Apsley）的約翰·狄金森造紙廠也依賴此河獲取動力來源。該河也提供了卡里奧伯里公園、瓦特安德（Water End）、水上花園、吐瓦特斯（Two Waters）地區西洋菜耕種的水源，直到1947年這條河流改道流往赫默爾亨普斯特德這個新興市鎮。
蓋德河在赫默爾亨普斯特德南方處，與大聯盟運河（Grand Union Canal）並行，某些河段甚至直接匯入運河，成為運河的一部份。

## 流域地理
赫默爾亨普斯特德的蓋德橋公園發現了古羅馬別墅的遺跡。
三河區的命名是因為這裡有三條河流經，而蓋德河是其中一條。
蓋德河流域具有高度生物多樣性，有多種鴨類及昆蟲。